# نصیر حسین
نصیر حسین (بنگالی: নাসির হোসেন؛ زادهٔ ۳۰ نوامبر ۱۹۹۱) بازیکن کریکت اهل بنگلادش است.